# Lathropus vernalis
Lathropus vernalis là một loài bọ cánh cứng trong họ Laemophloeidae. Loài này được LeConte miêu tả khoa học năm 1869.